# Moutiers-en-Puisaye
Moutiers-en-Puisaye är en kommun i departementet Yonne i regionen Bourgogne-Franche-Comté i norra Frankrike. Kommunen ligger i kantonen Saint-Sauveur-en-Puisaye som tillhör arrondissementet Auxerre. År 2022 hade Moutiers-en-Puisaye 270 invånare.

## Befolkningsutveckling
Antalet invånare i kommunen Moutiers-en-Puisaye
| Referens: INSEE |